# دوري تي10
دوري تي10 هو دوري كريكت في الإمارات.يتكون الدوري من 8 فرق وبدأت أول نسخة في موسم 2017-2018.